# 5 stelle (serie televisiva)
5 stelle (Fünf Sterne) è una serie televisiva tedesca prodotta dal 2005 al 2008 dalla Neue Deutsche Filmgesellschaft. Tra gli interpreti principali, figurano Susanna Knechtl, Ralf Bauer, Reiner Schöne, Grit Boettcher, Hans Teuscher, Ralph Misske, Renate Blume e Tessa Mittelstaedt.
La serie si compone di due stagioni, per un totale di 33 episodi.
In Germania, la serie è stata trasmessa dall'emittente televisiva ZDF.  Il primo episodio, intitolato  Ein neues Leben, andò in onda in prima visione il 6 ottobre 2005; l'ultimo, intitolato Alles oder nicht, fu trasmesso in prima visione il 28 settembre 2008.
In Italia, la serie fu trasmessa in prima visione su Canale 5. Il primo episodio fu trasmesso in prima visione il 3 settembre 2007.

## Descrizione
Dopo la morte del marito, Amelie Amann, che viveva in un'isola sull'Øresund si trasferisce assieme al figlioletto Martin, a Berlino, per andare a lavorare presso l'Hotel Lindbergh, un hotel a cinque stelle, in cui è impiegato come portiere da 25 anni suo zio Paul.
Il posto che doveva spettare ad Amelie viene però assegnato a Stefan Lindbergh, figlio del proprietario dell'albergo, giunto a Berlino da Miami per assistere il padre malato. Tra Amelie e Stefan, in seguito, sboccerà l'amore.

## Episodi
| Stagione         | Puntate | Prima TV Germania | Prima TV Italia |
| ---------------- | ------- | ----------------- | --------------- |
| Prima stagione   | 20      | 2005              | 2007            |
| Seconda stagione | 13      | 2008              |                 |